# Jeff Grubb
Jeff Grubb (n. 27 august 1957, Pittsburgh, Pennsylvania, SUA) este un autor american de romane, povestiri și benzi desenate precum și designer de jocuri RPG în genul fantastic. Grubb a lucrat la setările de campanie ale jocului Dungeons & Dragons: Dragonlance cu Tracy Hickman și Forgotten Realms cu Ed Greenwood.

## Lucrări

### Romane

#### Dragonlance
- Villains
  - Book 5: Lord Toede (1994), ISBN: 0-09-945501-3

#### Forgotten Realms
- The Finder's Stone Trilogy (with Kate Novak)
  - Azure Bonds (1988), ISBN: 0-88038-612-6
  - The Wyvern's Spur (1990), ISBN: 0-88038-902-8
  - Song of the Saurials (1991), ISBN: 1-56076-060-5
- The Harpers (with Kate Novak)
  - Book 10: Masquerades (1995), ISBN: 0-7869-0152-7
  - Book 15: Finder's Bane (1997), ISBN: 0-7869-0658-8
- The Lost Gods (with Kate Novak)
  - Tymora's Luck (1997), sequel to Finder's Bane, ISBN: 0-7869-0726-6

#### Magic: The Gathering
- Artifacts Series
  - Book 1: The Brothers' War (1999), ISBN: 0-7869-1170-0
- Ice Age Trilogy
  - The Gathering Dark (1999)
  - The Eternal Ice (2000)
  - The Shattered Alliance (2000)

#### WarCraft
- The Last Guardian (2001), ISBN: 0-671-04151-7. This novel has been described as "an original tale of magic, warfare, and heroism based on the bestselling, award-winning electronic game from Blizzard Entertainment".[9]

#### StarCraft
- Cruciada lui Liberty (2001), ISBN: 0-671-04148-7[10]

#### Guild Wars
- Ghosts of Ascalon (2010), ISBN: 978-1-4165-8947-1 – first novel in a three-book series of stand-alone novels set in the world of Tyria, in the 250 years that separates Guild Wars and Guild Wars 2.
  - written with Matt Forbeck

### Benzi desenate

#### Forgotten Realms DC Comics
- DC Comics published 25 Forgotten Realms comics from 1 Sept 1989 to 25 Sept 1991 where Jeff Grubb was the author.

### Cărți RPG
- Manual of the Planes (1987) Published by TSR Inc. ISBN: 0-88038-399-2
- d20 Modern Role-playing Game (with Bill Slavicsek, Rich Redman, and Charles Ryan)[11]
- Urban Arcana (with Eric Cagle, David Noonan, & Stan!, published by Wizards of the Coast)[12]
- Eye of the Wyvern (TSR, Inc.)  Part of TSR's "Fast-play Game" series for Dungeons & Dragons.[13]
- Karameikos: Kingdom of Adventure (with Aaron Allston and Thomas M. Reid, part of the TSR Audio Games series, TSR, Inc.)[14]
- D&D: Diablo II Adventure Game (with Bill Slavicsek, published by Wizards of the Coast)[15]
- Tempest Feud (with Owen K.C. Stephens, published by Wizards of the Coast for the Star Wars Roleplaying Game)  "Tempest Feud fails to rise to the exacting standards set by its predecessors."[16]
- M2 Maze of the Riddling Minotaur[6]
- DL7 Dragons of Light[6]

#### Boot Hill
- BH4 Burned Bush Wells[6]

#### Marvel Super-Heroes
- MARVEL SUPER HEROES game[6]
- MARVEL SUPER HEROES Advanced Set[6]
- Numerous modules[6]

#### Spelljammer
- Spelljammer: AD&D Adventures in Space Boxed Set (November 1989), ISBN: 0-88038-762-9.
- Legend of Spelljammer Box Set (September 1991), ISBN: 1-56076-083-4.

#### High Adventure
- Buck Rogers Adventure Game (with Steven Schend)

### Miniatures games
- Star Wars Miniatures: Rebel Storm (with Bill Slavicsek, Jonathon Tweet, & Rob Watkins)[17]